# La the Darkman
La the Darkman (ur. 1980, Bronx, Nowy Jork, USA jako Lason Jackson) – amerykański raper powiązany grupą hip-hopową Wu-Tang Clan.

## Dyskografia
Opracowano na podstawie źródła.

### Albumy
- Heist of the Century (1998)